# Moctezuma I
Moctezuma I (náuatle/nauatle :  weːwemoteːkʷˈsoːma  ; português:  Serpente de Obsidiana, 1398 – 1469) também conhecido como Motecuhzoma Ilhuicamina, Huehuemotecuhzoma ou Montezuma I, foi o quinto tlatoani de Tenochtitlan, reinou de  1440 a 1469

## Vida
Moctezuma era filho do Tlatoani Huitzilihuitl e de Miahuaxihuitl. Era um irmão de Chimalpopoca, Tlacaelel e Huehue Zaca. Foi pai de Atotoztli II que se casou com um filho do Tlatoani anterior e seu tio Itzcoatl. Seus outros filhos seriam os próximos três tlatoque de Tenochtitlan.
Moctezuma ascendeu ao poder em 1440, após a morte de seu tio Itzcoatl. Como tlatoani, Moctezuma solidificou a aliança com as duas cidades-estado vizinho, Tlacopan e Texcoco (Tríplice Aliança Asteca).
A expansão do império foi brevemente interrompida por uma grande seca de quatro anos que atingiu o Vale do México, em 1450, e várias cidades em Morelos tiveram de ser reconquistada depois da seca diminuiu  . Motecuhzoma e Nezahualcoyotl continuaram a expandir o império à leste em direção ao Golfo do México , subjugando os Huastecas e os Totonacas e ganhando assim acesso a bens exóticos, como cacau, borracha, algodão, frutas, penas e conchas.
Entre as maiores conquistas astecas, Moctezuma e Nezahualcoyotl de Texcoco organizaram a construção e conclusão de um sistema de aqueduto de tubos duplos, fornecendo água fresca a cidade de Tenochtitlan. 
Motecuhzoma criou novas leis que diferenciavam nobres de plebeus e instituiu a pena de morte para o adultério e outros delitos . Por decreto real, uma escola supervisionada pelo clero foi construída em cada bairro . Nos bairros plebeus havia a escola chamada telpochcalli onde os alunos recebiam instrução religiosa básica e treinamento militar . Um segundo tipo de escola, mais prestigiado chamado de calmecac ensinava os filhos da nobreza, bem como plebeus de alto nível que se tornariam sacerdotes ou artesãos . Motecuhzoma também criou um novo título chamado quauhpilli que poderia ser atribuídas aos plebeus. Este título era uma forma de nobreza menor não-hereditária concedido por um excelente serviço civil ou militar. Em alguns casos raros, os plebeus que receberam este título se casaram com famílias reais e tornaram reis .
Um componente desta reforma foi a criação de guerras rituais chamadas Xochiyáoyotl (Guerras floridas). Estas guerras criavam um fornecimento estável de guerreiros astecas experientes e prisioneiros de guerra para o sacrifício humano. As Guerras floridas eram organizadas pelos imperadores tendo como alvo cidades inimigas e realizadas especificamente com a finalidade de recolher prisioneiros para o sacrifício. De acordo com relatos históricos, essas guerras foram instigadas por Tlacaelel como forma de apaziguar os deuses em resposta a um forte seca que devastou o Vale do México entre 1450 e 1454. As Guerras floridas foram principalmente travadas entre o Império Asteca e as cidades da Confederação de Tlaxcala .
Em 1458, Moctezuma liderou uma expedição na Região Mixteca contra a cidade-estado de Coixtlahuaca; a pretexto de ter maltratado os comerciantes astecas. Apesar do apoio de contingentes de Tlaxcala e guerreiros Huexotzingo, tradicionais inimigos dos astecas, os Mixtecas foram derrotados. Enquanto a maioria dos chefes derrotados foram autorizados a manter as suas posições, o governante Atonal foi ritualmente estrangulado e sua família foi levada como escravos. O Códice Mendoza registra que o tributo devido por Coixtlahuaca consistiu de 2.000 cobertores (de 5 tipos), conjuntos de equipamentos militares com cocares e escudos para 2 tropas, grãos de pedras verdes, 800 sacos de penas verdes, 40 sacos de corante de cochonilha, e 20 taças de ouro em pó . 
Campanhas semelhantes foram realizados contra Cosamaloapan, Ahuilizapan (Orizaba), e Cuetlachtlan (Cotaxtla).

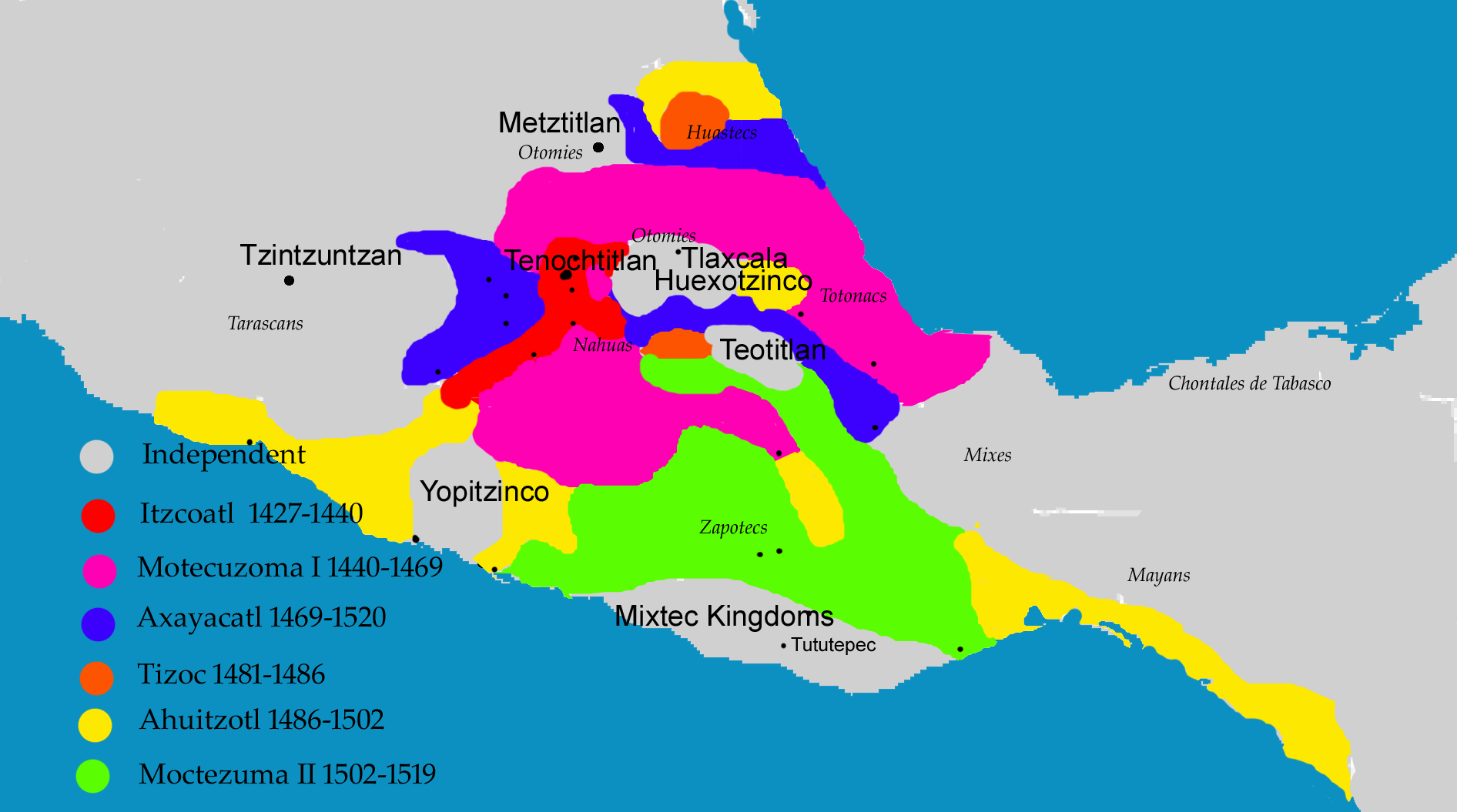
Mapa mostrando a expansão do território conquistado pela Tríplice Aliança Asteca. As áreas conquistadas por Moctezuma I estão pintadas de pink

| Precedido por Itzcoatl | 5º Tlatoani de Tenochtitlan 1440 - 1469 | Sucedido por Axayacatl |
| Precedido por Itzcoatl | 2º Huey Tlatoani 1440 - 1469            | Sucedido por Axayacatl |
| Precedido por Itzcoatl | 3º Tlacochcalcatl 1427 - 1440           | Sucedido por Tlacaelel |